# Mahir Shukurov
Pour les articles homonymes, voir Shukurov.
Mahir Shukurov (ou Mahir Şükürov), né le 12 décembre 1982 à Bakou (Azerbaïdjan), est un footballeur international azerbaïdjanais. Il est défenseur au Neftchi Bakou.

## Biographie

### Palmarès
- Championnat d'Azerbaïdjan : 2013

### Buts en sélection
| Buts en sélection de Mahir Şükürov | Buts en sélection de Mahir Şükürov | Buts en sélection de Mahir Şükürov        | Buts en sélection de Mahir Şükürov | Buts en sélection de Mahir Şükürov | Buts en sélection de Mahir Şükürov | Buts en sélection de Mahir Şükürov |
|                                    | Date                               | Lieu                                      | Adversaire                         | Score                              | Résultat                           | Compétition                        |
| ---------------------------------- | ---------------------------------- | ----------------------------------------- | ---------------------------------- | ---------------------------------- | ---------------------------------- | ---------------------------------- |
| 1.                                 | 6 septembre 2011                   | Stade Tofiq-Béhramov, Bakou (Azerbaïdjan) | Kazakhstan                         | 2-1                                | 3-2                                | Éliminatoires Euro 2012            |

NB : Les scores sont affichés sans tenir compte du sens conventionnel en cas de match à l'extérieur (Azerbaïdjan-Adversaire)